# 2001 KY76
2001 KY76 est un objet transneptunien du groupe dynamique des plutinos. 

## Caractéristiques
2001 KY76 mesure environ 265 km de diamètre.